# Нестеровское сельское поселение (Бурятия)
Се́льское поселе́ние «Нестеровское» (бур. Нестеровын hомон) — муниципальное образование в Прибайкальском районе Бурятии Российской Федерации.
Административный центр — село Нестерово.

## История
Статус и границы сельского поселения установлены Законом Республики Бурятия от 31 декабря 2004 года № 985-III «Об установлении границ, образовании и наделении статусом муниципальных образований в Республике Бурятия»

## Население
| 2002  | 2011  | 2012  | 2013  | 2014  | 2015  | 2016  |
| ----- | ----- | ----- | ----- | ----- | ----- | ----- |
| 1298  | ↗1342 | ↗1352 | ↗1368 | ↗1382 | ↘1365 | ↗1385 |
| 2017  | 2018  | 2019  | 2020  | 2021  | 2023  | 2024  |
| ↗1400 | ↘1397 | ↗1398 | ↘1364 | ↘1252 | ↘1230 | →1230 |

## Состав сельского поселения
| № | Населённый пункт | Тип населённого пункта       | Население |
| - | ---------------- | ---------------------------- | --------- |
| 1 | Батурино         | село                         | ↗45       |
| 2 | Гурулёво         | село                         | ↗231      |
| 3 | Кика             | посёлок                      | ↘508      |
| 4 | Нестерово        | село, административный центр | ↗540      |